# Де Лели, Адриан

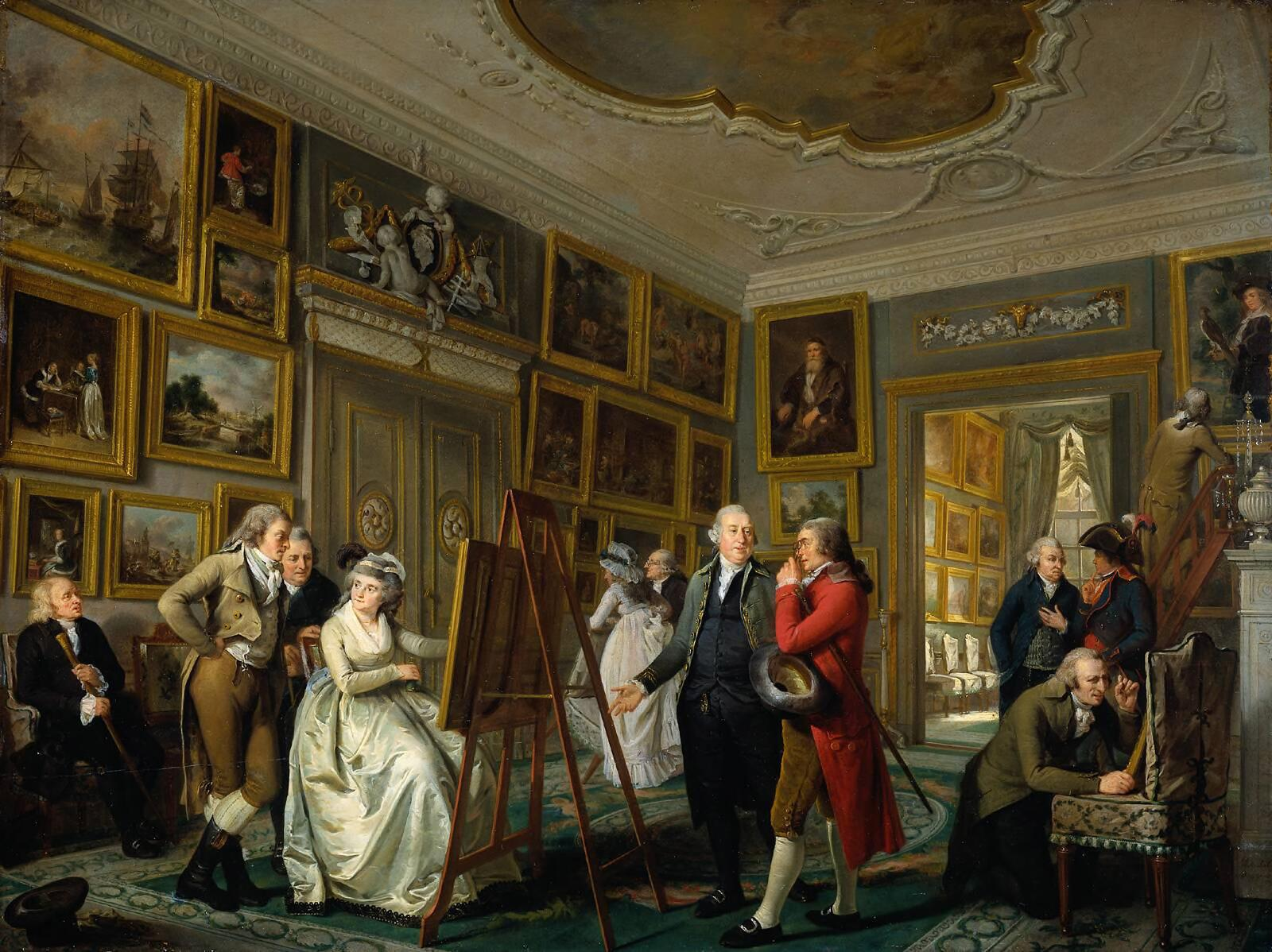
Художественная галерея Яна Гилдемейстера

Адриан де Лели (нидерл. Adriaan de Lelie; 19 мая 1755, Тилбург, Северный Брабант, Нидерланды — 30 ноября 1820, Амстердам) — голландский художник.

## Биография

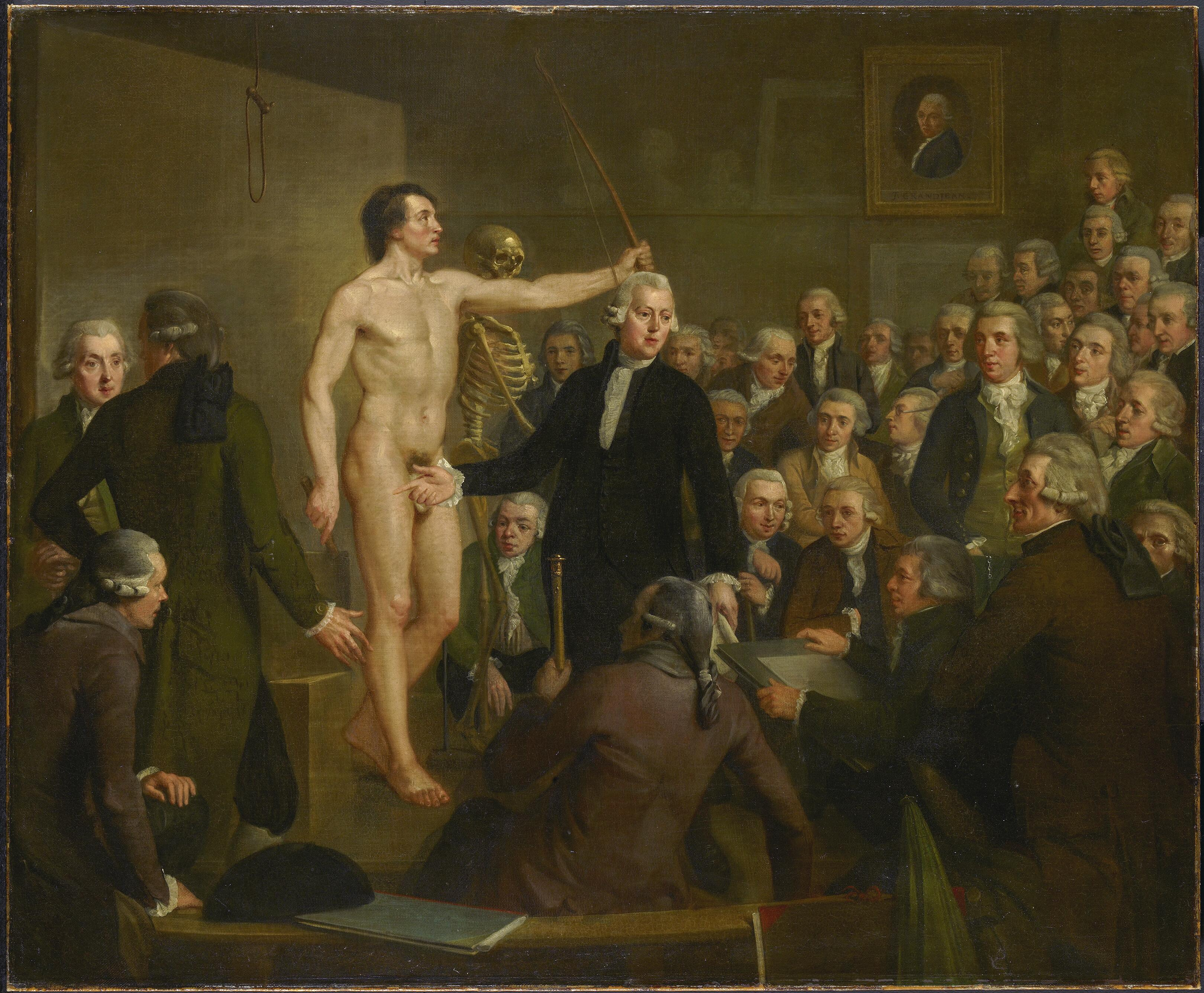
Урок анатомии профессора Андреаса Бонна в Академии живописи

Родился в Тилбурге, его отец занимался чесанием шерсти, и эта же профессия ждала молодого Адриана. Но уже в детстве он рисовал всё своё свободное время. Обладая талантом художника, начинал как самоучка. Позже учился искусству создания гобеленов и украшений. Азы живописи он изучал у  Корнелиса ван Спандонка. Но в 1773 году занятия прекратились, когда ван Спандонк уехал в Антверпен. Чтобы усовершенствовать свою технику портрета, Адриан занимался копированием многих картин Рубенса и Ван Дейка в галерее курфюрста в Дюссельдорфе, а также исторических полотен итальянских и голландских мастеров. По совету Петруса Кампера вместе с другом-земляком, художником Корнелисом ван Спаендонком, у которого многому научился, в 1773 году приехал и обосновался в Антверпене. В 1783 году переехал в Амстердам. Благодаря своему изысканному стилю, художник стал популярным портретистом в Амстердаме. Многие современники заказывали у него свои портреты. В декабре 1786 года художник был рекомендован в качестве кандидата в члены общества Феликс Меритис, в которое он был принят в сентябре 1787 года.

## Творчество
Автор большого количества индивидуальных и групповых портретов, жанровых и кабинетных картин, расписывал внутренние интерьеры. Благодаря своей изысканной палитре и вниманию к деталям стал популярным портретистом, особенно среди просвещённых, прогрессивных граждан и буржуазии. Его групповые портреты насчитывают до 40 узнаваемых персон. Многие видные деятели культуры Голландии заказывали А. де Лели свои портреты.
Ряд его работ ныне экспонируются в Рейксмюсеуме в Амстердаме.
Среди его известных учеников — Жан-Огюстен Дайвайл.